# Ellen Backus
Eleonora Hendrika Geertruda (Ellen) Backus (Beverwijk, 1978) is een Nederlands scheikundige en bijzonder hoogleraar non-linear spectroscopy of surfaces and interfaces aan de Universiteit van Amsterdam.

## Biografie
Backus studeerde af in de scheikunde aan de Universiteit van Amsterdam. Ze promoveerde in 2005 op Driving and probing surfaces with light aan de Rijksuniversiteit Leiden. Vervolgens verkreeg zij enkele stipendia voor post-doc-onderzoek aan de universiteit van Zürich en bij het FOM instituut AMOLF in Amsterdam. Zij trad vervolgens in dienst van het Max Planck Institute for Polymer research in Mainz waar zij groepsleider is van de onderzoeksgroep Water at interfaces. Op 14 februari 2017 werd zij benoemd tot bijzonder hoogleraar non-linear spectroscopy of surfaces and interfaces aan haar alma mater.
Prof. dr. E.H.G. Backus werkte mee aan tientallen publicaties op haar vakgebied. Op 10 mei 2018 kreeg zij de Nernst-Haber-Bodensteinprijs voor haar onderzoek.